# Pinalitus atomarius
Pinalitus atomarius är en insektsart som först beskrevs av Meyer-dür 1843.  Pinalitus atomarius ingår i släktet Pinalitus, och familjen ängsskinnbaggar. Arten är reproducerande i Sverige.